# Заем на свободата
Заем на свободата е вътрешнодържавен заем сключен в България през 1945 г.
Той е със срок на погасяване 15 години при 5,5% годишна лихва. Използва се за покриване на извънредните разходи на държавата за заздравяване на финансовото и стопанско положение на страната. При подписването му е 15 милиарда лева, но достига до 24 милиарда лева. През 1952 г. е конвертиран със Заема за развитие на народното стопанство от 1951 г. заедно с паричната реформа, облигациите му са обменени срещу облигации от новия и 2% конверсионен държавен заем от 1952 г. в съотношение 100:2.
С наименованието „Заем на свободата“ често разговорно се наричат и последвалите заеми за развитие на народното стопанство в началото на 50-те години, поради сходния им характер на принудително изземане на пари от населението.